# رودی باند
رودی باند (انگلیسی: Rudy Bond; ۱۰ اکتبر ۱۹۱۲ – ۲۹ مارس ۱۹۸۲) هنرپیشه اهل ایالات متحده آمریکا بود. از فیلم‌هایی که وی در آن نقش داشته‌است، می‌توان به ۱۲ مرد خشمگین، پدرخوانده، در بارانداز، اتوبوسی به نام هوس، هرکول در نیویورک و رز اشاره کرد.